# Мотопараплан
Мо́топарапла́н (или «парамотор») — параплан с наспинной силовой установкой, обеспечивающей взлёт и перемещение в воздухе.

## Особенности парамотора

### Условия полёта
Из-за большей нагрузки на крыло опасные режимы полёта по сравнению с безмоторным полётом сложнее. Поэтому сильный ветер и термическая активность становятся негативными факторами для моторизированных полётов. Нормальными условиями мотопараплана считаются штиль, слабый ветер, полное отсутствие или слабая термическая активность.

### Динамика
Тяга, создаваемая парамотором, приложена к точке (подвесная система пилота), сильно удалённой от крыла по вертикали. Это создаёт крутящий момент в системе пилот-крыло, напрямую зависящий от силы тяги. В устоявшемся режиме постоянный момент лишь увеличивает угол атаки крыла. Варьирование числа оборотов винта приводит к изменению величины момента, что приводит к раскачке системы.

## Парапланы, используемые в парамоторах
Полеты с парамотором возможны практически на любом параплане, тем не менее фирмы-производители разрабатывают и сертифицируют специальные модели для полетов с мотором.
Список парапланов для полетов с мотором:
| Параплан                                                                       | Фирма                    | Страна         |
| ------------------------------------------------------------------------------ | ------------------------ | -------------- |
| Акробат, Зорро-II, Зорро-II Би (тандем), Джинго                                | Paraavis                 | Россия         |
| ТурбоХантер, Trike, Тайран 6                                                   | ASA                      | Россия         |
| Vitamin 2                                                                      | Аэрос                    | Украина        |
| Synthesis2, Reaction TST, Nucleon, Hadron, Snake                               | Dudek                    | Польша         |
| Instinct, Speedy, Quest2                                                       | JOJOWINGS                | Чехия          |
| Stardust, Power Pluto2, Power Comet, Meteor, Vega3, Neptun, Venus              | AXIS PARAGLIDIN          | Чехия          |
| Muse3, Eden5, Valvet, Chronos, Macjet, Pitbull, T-ride(Тандем), Pasha4(Тандем) | MACPARA                  | Чехия          |
| THE SPARK, Buzz Power, Roadster, The Speedster, Viper2, Slalom, The Magmax     | OZONE                    | Франция        |
| Spiro, Honey PW, Zephyr PW, Kinetik                                            | Windtech Paragliders     | Испания        |
| Link, Kougar                                                                   | Niviuk Gliders           | Испания        |
| Sting, Tusker, Naja, Scorpio                                                   | SWING                    | Германия       |
| Clou                                                                           | ICARO PARAGLIDERS        | Германия       |
| MOJITO.HY+, SCOTCH                                                             | Skywalk                  | Германия       |
| U fly Motor                                                                    | AirCross                 | Германия       |
| REFLACTION                                                                     | U-turn                   | Германия       |
| Alpha5, Epsilon7                                                               | ADVANCE                  | Швейцария      |
| Revo2, GTX, GTR, Taxi(Тандем)                                                  | Reflex Wings Ltd         | Великобритания |
| Prima4, Karma, Thrust3, Vista, Lift, Force, NRG, Play(Тандем), FUN(Тандем)     | APCO Aviation Ltd.       | Израиль        |
| Speedmax                                                                       | NOVA Vertriebsges.m.b.H. | Австрия        |
| Luna                                                                           | Bruce Goldsmith Design   | Австрия        |
| Bolero 4, Vantage, Tribe, Mirage, Safari(Тандем)                               | Gin Gliders Inc.         | Корея          |

## Силовая установка
Используются бензиновые или, реже, электрические двигатели. Включает небольшой двигатель с воздушным винтом. Крепится либо на подвеске (кресло пилота), либо на тележке, если используется на паралете.

### Конструкция
Силовая установка состоит из двигателя, рамы, ограждения, подвески, топливного бака, системы подцепки крыла, ручки управления двигателем (РУД).
В подавляющем большинстве случаев используются двухтактные двигатели внутреннего сгорания мощностью от 14 до 29 л.с. с ременным или шестерёнчатым редуктором. Некоторые конструкции редукторов оснащаются центробежными муфтами, которые не дают винту вращаться на холостом ходу. Винты обычно делаются из дерева или углепластика и имеют от 2 до 4 лопастей. Диаметр винтов колеблется в пределах 0,9-1,3 м. 
Рама служит основой конструкции. На ней закреплён двигатель, топливный бак, система подцепки, электроника и топливная система. Как правило, изготавливается из тонкостенных труб. Материалы: титан, сталь, алюминий, композитные материалы.
Ограждение служит для защиты от попадания под винт строп, рук/ног пилота и иных посторонних предметов.
Подвеска — кресло с системой ремней безопасности для пилота. Некоторые производители оснащают подвески протекторами из вспененного полистирола (поролона) для защиты при падении. Также в подвеске может быть багажник, контейнер для запасного парашюта, страховочные петли и т.п. Изготавливается подвеска из лёгких, но прочных синтетических материалов.
Система подцепки свободных концов параплана. В зависимости от конструкции определяет «характер» парамотора, его чувствительность к управлению переносом веса и информативностью обратной связи с крылом. Различаются по высоте подвеса (разнице между центром тяжести «ЦТ» и точкой подцепки «ТП»). Чем меньше расстояние между ЦТ и ТП, тем выше чувствительность, и лучше управляемость, но тем больше от крыла передаётся «болтанка» и выше воздействие реактивного момента от винта. В идеальном случае ось вращения винта должна совпадать с уровнем точки подцепки.
Электроника. Для полётов с парамотором могут быть установлены: тахометр для определения оборотов двигателя, термометр головки цилиндра двигателя, высотомер (альтиметр), вариометр (измеряет скорость подъёма или спуска), счётчик моточасов, расходомер, указатель уровня топлива в баке. Существуют универсальные приборы, которые совмещают в себе многие из этих функций.
РУД — ручка управления двигателем. Небольшая рукоятка, которая соединена с двигателем (с заслонкой карбюратора) тросиком в боуденовской оболочке. Служит для изменения оборотов двигателя/регулировки тяги. На ручке размещаются также кнопки остановки двигателя (kill switch) и включения электростартёра. Также может размещаться: табло тахометра/термометра, кнопка впрыска закиси азота, управление круиз-контролем, сигнализаторы низкого уровня топлива и точки невозвращения.

### Двигатели
Основные установки это двухтактные одноцилиндровые двигатели мощностью от 14 л.с. Наиболее популярные модели:
| Двигатель      | Объём,см³ | Мощность, л.с. | Мощность, кВт.          | Компрессия | Масса, кг. | Производитель               |
| -------------- | --------- | -------------- | ----------------------- | ---------- | ---------- | --------------------------- |
| SNAP 100       | 96        | 17             | 12,5kW @ 9000           | 12         |            | Сiscomotors                 |
| SNAP EGO 100   | 96        | 17,5           | 13kW @ 9000             | 11         |            | Сiscomotors                 |
| SNAP EGO 110   | 112       | 20             | 15kW @ 8900             | 12         |            | Сiscomotors                 |
| C-MAX 175      | 175       | 27             | 20kW @ 8000             | 12         |            | Сiscomotors                 |
| TOP-80         | 80        | 15             | 11kW @ 9500             |            |            | PER IL VOLO S.N.C.          |
| СОВА-200       | 196,9     | 15             | 18,6kW @ 5200           |            |            | ЗиД                         |
| F 36           | 210       | 14,9           | 11kW @ 6000             |            | 9,4        | HIRTH                       |
| F 33 A/AS      | 313       | 24,6/28        | 18,1/20,6kW @ 6000/6500 |            | 12,7       | HIRTH                       |
| F 33 B/BS      | 313       | 24,6/28        | 18,1/20,6kW @ 6200/6500 |            | 12,7       | HIRTH                       |
| F 33 ES        | 313       | 28             | 20,6kW @ 6500           |            | 12,7       | HIRTH                       |
| THOR 130       | 125       | 21,5           |                         | 12,5       | 13,8       | POLINI MOTORI.              |
| THOR 190 light | 193       | 27             |                         | 11,4       | 13,2       | POLINI MOTORI.              |
| THOR 200       | 193       | 29             |                         | 11,4       | 17,5       | POLINI MOTORI.              |
| THOR 250       | 244       | 36             |                         | 11,5       | 18         | POLINI MOTORI.              |
| MINI 2 Plus    | 202       | 26             | 19kW @ 7500             | 10,5       | 18,3       | Simonini                    |
| MINI 2 EVO     | 230       | 33             | 24kW @ 8000             | 10,5       | 19,3       | Simonini                    |
| MINI 3         | 270       | 34             | 23,7kW @ 7000           | 10,1       | 22         | Simonini                    |
| MINI 4         | 164       | 23             | 16,2kW @ 7400           | 11         | 13,8       | Simonini                    |
| Fly 100 EVO    | 98,2      | 18             |                         |            | 12         | Vittorazi Motors            |
| Easy 100 Plus  | 98,2      | 18             |                         |            | 11         | Vittorazi Motors            |
| Moster 185     | 184,7     | 25             |                         |            | 12,9       | Vittorazi Motors            |
| Raket 120 Aero | 118       |                | 14kW @ 9000             |            | 12,9       | Radne Motor AB              |
| F1 – VRFE      | 181,2     | 26             |                         | 11         | 14,4       | Minari Engine               |
| CORS-AIR M19Y  | 119,4     |                |                         |            | 10         | JPX ITALIA                  |
| CORS-AIR M25Y  | 172,5     | 26             |                         | 11         | 13         | JPX ITALIA                  |
| R90NG          | 80        | 16             | 11,9kW @ 9000           | 8          | 10,8       | HE Paramotores              |
| R125NG         | 125       | 20             | 15kW @ 9800             | 11         | 12,5       | HE Paramotores              |
| Airmax 220 M   | 210       | 29             | 21,6kW @ 8000           | 10         | 13,5       | HE Paramotores              |
| F 100          | 100       | 18             |                         |            |            | Walkerjet                   |
| F 130          | 130       | 22             |                         |            |            | Walkerjet                   |
| F 200          | 200       | 27             |                         |            | 14,5       | Walkerjet                   |
| MZ-100         | 98        | 18             |                         |            | 14         | Compact Radial Engines Inc. |
| MZ-175         | 313       | 26,5           |                         |            |            | Compact Radial Engines Inc. |
| MZ-34          | 313       | 30             |                         |            | 19         | Compact Radial Engines Inc. |

Многие производители используют мембранные карбюраторы Walbro WB-37.

## Использованная литература
1. Френкель З. Введение в параглайдинг = An introduction to paragliding / Z Frankel / Пер. с англ. А. С. Серебрякова. — СПб.: ЛИРО (Трим Авиэйшн), 1994. — 187 с. — ISBN 5-900341-01-1.